# Víctor Moya
Víctor Rafael Moya Carvajal (Santiago de Cuba, Cuba, 24 de octubre de 1982) es un atleta cubano, especialista en la prueba de salto de altura, con la que ha logrado ser subcampeón mundial en 2005.

## Carrera deportiva
En el Mundial de Helsinki 2005 ganó la medalla de plata en salto de altura, con un salto de 2.29 metros, quedando tras el ucraniano Yuriy Krymarenko que saltó 2.32 metros, y empatado con el ruso Yaroslav Rybakov.